# Dracaena concinna
Dracaena concinna är en sparrisväxtart som beskrevs av Carl Sigismund Kunth.
Dracaena concinna ingår i släktet dracenor och familjen sparrisväxter. Inga underarter finns listade i Catalogue of Life.

## Bildgalleri

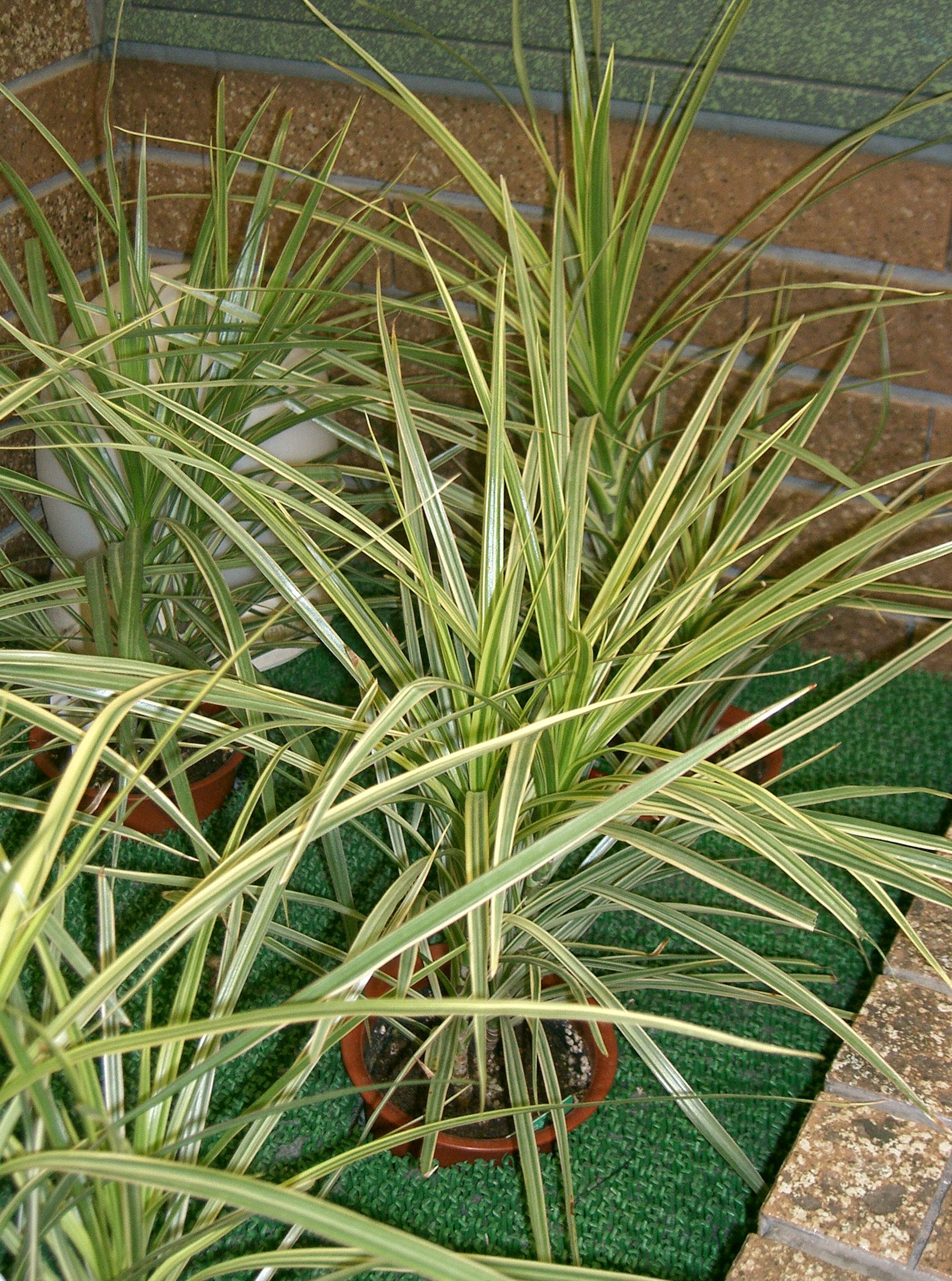